# Live! Terror Unleashed
Live! Terror Unleashed è una VHS registrata e pubblicata dalla ex-cantante dei Plasmatics Wendy O. Williams nel 1985.
Il video, contenente delle apparizioni speciali di due membri dei Motörhead, Lemmy e Würzel, è stato recentemente ripubblicato in formato DVD con copertina e titolo diversi, Bump 'n' Grind.

## Tracce
1. Goin Wild'
2. Pedal To The Metal
3. You'll Succeed
4. No Class (Motörhead Cover)
5. Party Jammin'
6. Live To Rock
7. Jailbait (Motörhead Cover)
8. Ain't None Of Your Business
9. Bump 'N' Grind
10. Fuck That Booty
11. Fuck 'N' Roll

## Formazione
- Wendy O. Williams - voce
- Wes Beech - chitarra
- Michael Ray - chitarra
- Reginald Van Helsing - basso
- T. C. Tolliver - batteria